# Franciska Gaal
Franciska Gaal (nata Franciska Silberspitz; Budapest, 1º febbraio 1904 – New York, 2 gennaio 1973) è stata un'attrice ungherese di origine ebraica.

## Biografia
Iniziò la sua carriera artistica in giovane età e presto divenne una cantante e attrice molto conosciuta. Debuttò nel cinema nel 1921 nei primi film muti come A Corneville Harangok e New York Express kábel. Il successo internazionale arrivò con il film Parata di primavera del regista Géza von Bolváry, presentato alla 2ª Mostra internazionale d'arte cinematografica di Venezia. Il film fu acquistato da una delegazione cinematografica sovietica e la rese popolare in Unione Sovietica. Anche altri due film, del regista tedesco Henry Koster (Hermann Kosterlitz), Kismama, e Quasi Kati, divennero popolari in Europa.
Nel giugno 1922 sposò il giornalista Sándor Lestyán, dal quale divorziò nel 1933. Nel 1933 cambiò ufficialmente il suo nome in Gál. Il 25 luglio 1934 sposò Ferenc Dajkovics, un avvocato funzionario di banca. Nel 1938 si convertì alla Chiesa riformata in America a Los Angeles.
Franciska Gaal grazie alla celebrità ottenuta venne contattata dal produttore Joe Pasternak per la sussidiaria tedesca della Universal Pictures e recitò in ruoli da protagonista nei film Paprika  e Skandal in Budapest del 1933
Nel 1937 a causa della situazione politica in Ungheria si trasferì a Hollywood. Nel 1938 recitò nei film I filibustieri di Cecil B. DeMille, Paris Honeymoon, The Girl Downstairs. Nel 1940 tornò a Budapest in visita dalla madre malata, ma rimase bloccata nel paese per lo scoppio della seconda guerra mondiale. Riuscì a sfuggire alle deportazioni di massa degli ebrei nascondendosi in una villa di proprietà del marito nei dintorni del lago Balaton. Fu salvata dalle forze armate sovietiche che la riconobbero grazie alla sua popolarità in URSS prima della guerra.
Nel 1947 rientrò negli Stati Uniti ma non fu più scritturata per ruoli importanti. Nel 1951 venne invitata a  Broadway per sostituire Eva Gabor in The Happy Time. Continuò l'attività per qualche anno recitando in teatro e insegnando recitazione
Franciska Gaal morì il 2 gennaio 1973 in un ospedale di New York.